# Évangéliaires de Khitrovo

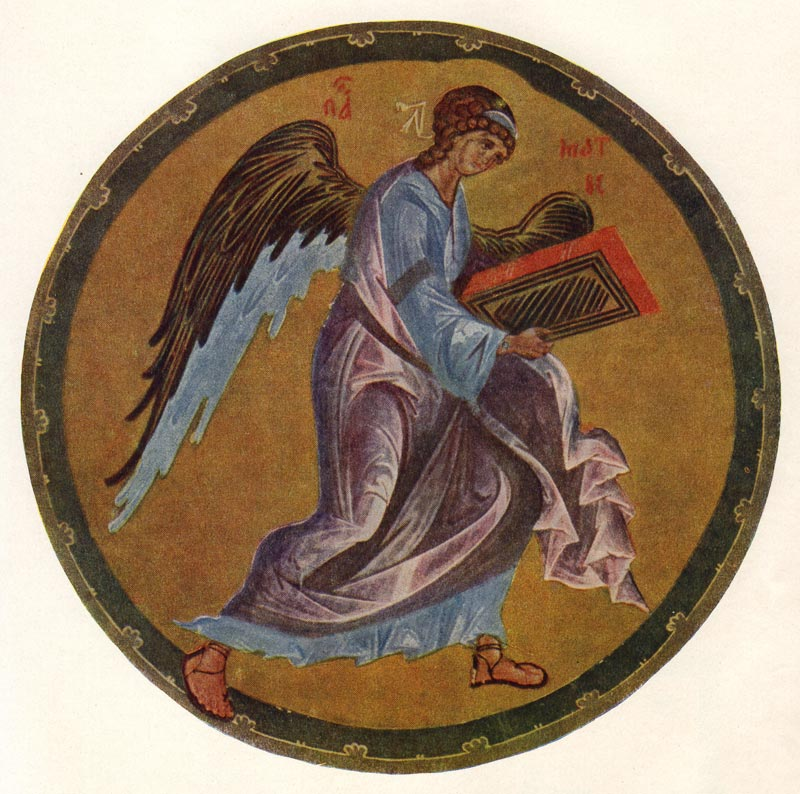
L'Ange, attribué à Andreï Roublev.

Évangéliaires de Khitrovo est le nom d'un évangéliaire enluminé russe datant de la fin du quatorzième ou du début du quinzième siècle.

## Registre international Mémoire du monde
En 1997, l'UNESCO a inscrit les évangéliaires de Khitrovo dans son Registre international Mémoire du monde. La motivation est que ces manuscrits sont de « première importance dans l'histoire universelle de la philosophie et de la culture » et permettent aux chercheurs d'étudier l'évolution de la littérature russe ancienne et de ses écoles et ateliers de copistes. Enfin, ces ouvrages sont un témoin de la propagation du slavon, ou vieux-slave.

## Introduction
Ce livre manuscrit a de nombreuses similitudes avec les évangéliaires de Koshka et le psautier de Kiev daté de 1397, ainsi qu'avec d'autres manuscrits slaves orientaux des années 1390.

## Historique
L'évangéliaire prend son nom de Bogdan Khitrovo, un puissant boyard qui a obtenu le manuscrit du tsar Fédor III en 1677. Khitrovo lègue l'ouvrage au monastère de la Trinité (laure de la Trinité-Saint-Serge), près de Moscou, où Andreï Roublev a été moine. Le codex est conservé dans la sacristie jusqu'en 1920, date à laquelle la bibliothèque monastique est nationalisée par le pouvoir communiste. Le manuscrit est alors incorporé dans les fonds de la Bibliothèque d'État de Russie, à Moscou, où il porte la cote 304/III.

### Restauration
Les évangéliaires de Khitrovo sont restaurés en 1988. La couche de pigments des miniatures est renforcée et les pages en parchemin composant l'ouvrage sont redressées.

## Description

### Lecodex
Le manuscrit a une dimension 32,2 x 24,8 cm et compte 300 pages sur parchemin.

### Les enluminures
L'évangéliaire contient huit miniatures en pleine page, soit les portraits des quatre évangélistes ainsi que leurs symboles, l'aigle, l'ange, le lion et le taureau. Ce sont les premières miniatures russes en pleine page connues. Celle de l'ange est attribuée à Andreï Roublev et est la seule qui lui soit attribuée, quoique plusieurs historiens de l'art lui attribuent l'ensemble des miniatures du manuscrit. Ce qui semble indubitable, c'est que l'ouvrage provienne de l'atelier de Théophane le Grec.
Toutes les initiales sont peintes en or et de nombreuses pages sont richement ornées. Le style est élégant avec des couleurs claires et les visages sont expressifs.

### Les lettrines
Une lettre initiale ou lettrine décorée de miniatures marque le début des différents chapitres du codex. Ces lettrines sont principalement agrémentées de divers animaux (comme des animaux fantastiques ou marins, héron, serpent). L'ornementation est de style néo-byzantin, marquée par une influence des Balkans. Ces lettrines ornent chaque page de l'évangéliaire et font montre d'une grande variété de fantaisie. Un certain nombre de lettrines sont semblables à celles de l'« Évangéliaire des Chats », réalisé vers 1392, ce qui indiquerait que les deux manuscrits proviennent du même atelier.